# Visé
Pour l'écrivain français, voir Jean Donneau de Visé.
Visé (en néerlandais Wezet, en allemand Weset ou Wesent, en wallon Vizé) est une ville francophone de Belgique située en Région wallonne dans la province de Liège.
Située en bord de Meuse, à la frontière avec les Pays-Bas, à mi-chemin entre Liège et la ville néerlandaise de Maastricht, Visé est également surnommée la « Cité de l'Oie ». Peuplée par plus de 18 000 habitants. Elle fait partie de la région de la Basse-Meuse.
Dans l'église, la châsse de saint Hadelin est la plus ancienne de l'art mosan (XIe et XIIe siècles).

## Géographie

### Sections de commune
| # | Nom       | Superf. (km²) | Habitants (2020) | Habitants par km² | Code INS |
| - | --------- | ------------- | ---------------- | ----------------- | -------- |
| 1 | Visé      | 8,13          | 8.017            | 987               | 62108A   |
| 2 | Richelle  | 1,91          | 1.569            | 823               | 62108B   |
| 3 | Argenteau | 3,53          | 1.268            | 359               | 62108C   |
| 4 | Cheratte  | 3,19          | 4.679            | 1.468             | 62108D   |
| 5 | Lixhe     | 6,64          | 1.624            | 244               | 62108E   |
| 6 | Lanaye    | 4,33          | 766              | 177               | 62108F   |

La commune compte aussi quelques hameaux comme Loën, Mons, Petit-Lanaye et Wixhou.

### Communes limitrophes
| Bassenge | - Maastricht (NL) - Eijsden-Margraten (NL) | Fourons |
| Oupeye   | Visé                                       | Dalhem  |
| Herstal  | Liège                                      | Blegny  |

## Démographie

### Démographie: Avant la fusion des communes
- Source: DGS recensements population

### Démographie: Commune fusionnée
En tenant compte des anciennes communes entraînées dans la fusion de communes de 1977, on peut dresser l'évolution suivante :
Les chiffres des années 1831 à 1970 tiennent compte des chiffres des anciennes communes fusionnées.
- Source: DGS , de 1831 à 1981=recensements population; à partir de 1990 = nombre d'habitants chaque 1 janvier[1]

## Histoire

### Avant
Les plus anciens documents, des outils en silex taillés sur les deux faces, attestent une présence humaine à Visé dès la fin du paléolithique moyen (100 000 A.C.N.). Bien plus tard, à l'aube de l'ère chrétienne, les légions romaines imposent leur tutelle sur la région, massacrant ou chassant les Éburons. Ils implantèrent à la place les Tongres, peuple originaire de la rive droite du Rhin.
C'est à partir du IXe siècle que Visé connaît son essor et devient le centre d'un commerce très actif. Très vite, s'y tiennent au printemps des foires internationales très fréquentées grâce à un privilège spécial de l'Empereur Charlemagne qui les affranchit de toute espèce de droits.
Les diplômes médiévales les plus importantes sont :
- 814 et 841 (« Wasitico ») identifiés avec Wasseiges.
- 870 (« Veosatum ») et 942 (« Wegesata ») identifiés avec Visé.
- 983 (« Viesato ») identifié avec Visé (Regesta Imperii I., 1480 + II., 909, commentaires des éditeurs).

Selon ces commentaires, Visé est mentionné pour la première fois 870 dans le Traité de Meerssen.
Bonne Ville de la Principauté de Liège, Visé est fortifiée en 1330 par le Prince-Évêque Adolphe de La Marck mais est aussi saccagée en 1467 par le Duc de Bourgogne Charles le Téméraire.
En 1672 et en 1675 lors de la guerre de Hollande, le Roi de France Louis XIV séjourne à Visé sur la rive gauche dans la maison Houbart. L'illustre mousquetaire d'Artagnan qui meurt en 1673 au siège de Maastricht, qui est alors gouverneur militaire de Lille, n'accompagne pas le roi. Deux ans après la prise de celle-ci, Louis XIV fait abattre les fortifications visétoises et ses fossés au frais des habitants.
Au XXe siècle, Visé connaît d'autres drames et notamment lors de la Première Guerre mondiale dont elle est la première ville martyre. Les premiers gendarmes et fantassins belges du 2e bataillon du 12e régiment de Ligne y tombèrent le 4 août 1914. Le 10 août 1914, les Allemands mettent le feu à l'église et, le 15 août, près de 600 maisons furent détruites ainsi que la plupart des joyaux de son architecture comme l'hôtel de ville, les anciens couvents des Sépulcrines et des Récollets ou les maisons des Gildes. L'armée allemande exécute 23 civils, les unités en cause sont les 52e et 75e RI, le bataillon de pionniers Königsberg. Ces événements font partie des atrocités allemandes en 1914. Face à l'adversité, la population visétoise y puise un regain d'énergie et en quelques années, la ville relève la tête et est entièrement reconstruite en préservant son originalité.

### Les Templiers et les Hospitaliers

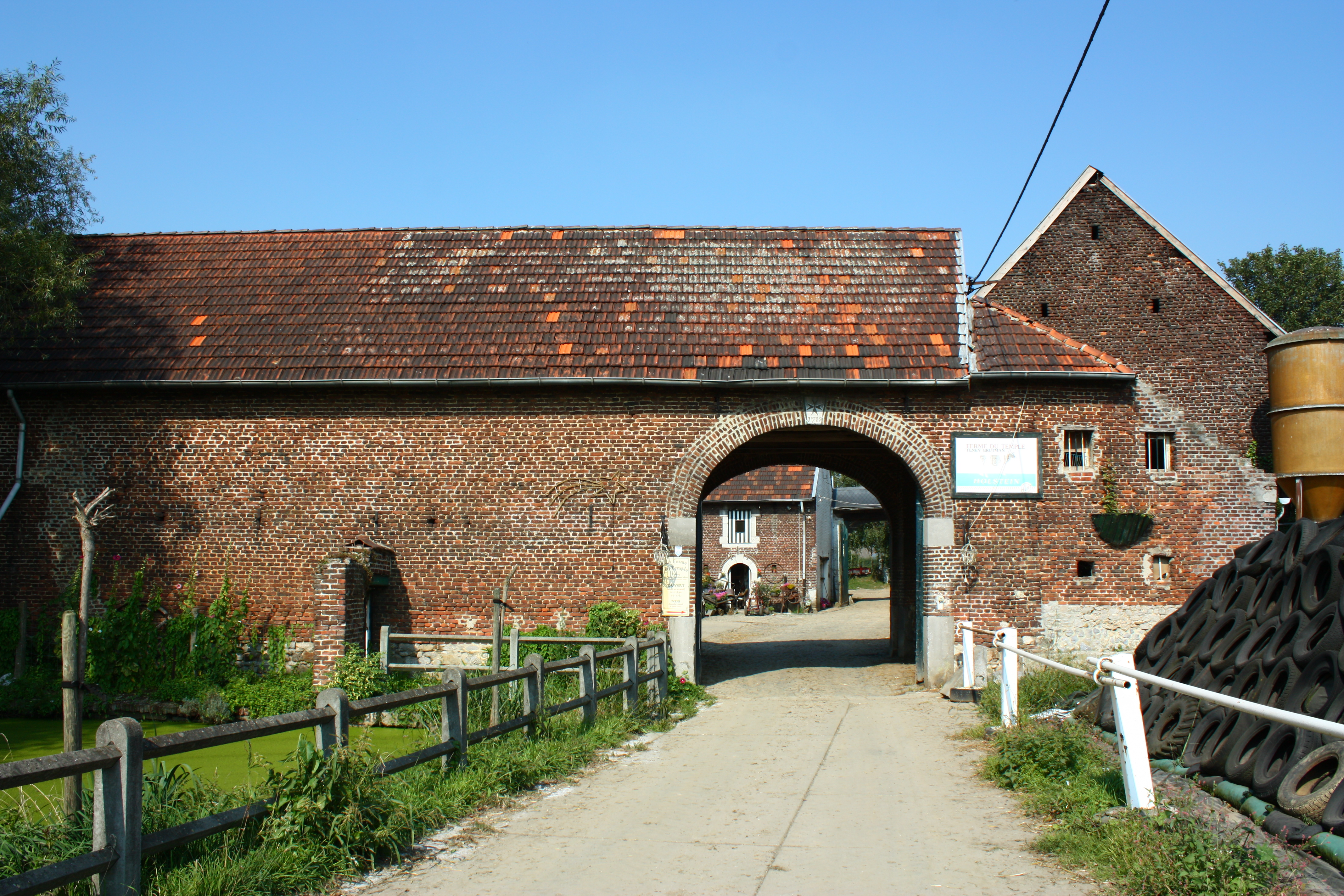
Ferme du Temple (Visé).

Demeure privée, cette ancienne possession de l'ordre du Temple construite au XIIIe siècle fut une des huit commanderies belges de cet ordre religieux et militaire. Le premier commandeur templier attesté est le frère Inguerrand en 1231 et le dernier commandeur, frère Eustache d'Argenteau, se serait enfui en Zélande[réf. souhaitée] à la suite de la suppression de l'ordre le 22 mars 1312.
La dévolution de ce « manoir » aux Hospitaliers n'intervient qu'en 1318  mais il fut immédiatement baillé à un laïc. Il faisait alors partie des possessions de la commanderie de Chantraine, appelée également baillie d'Avalterre, puis fut rattaché ensuite à celle de Villers-le-Temple. Il sera détruit en 1675 par les armées de Louis XIV[réf. nécessaire]. Rebâti, les Hospitaliers le conservèrent jusqu'à la révolution française puisqu'en 1783, ils en obtenaient un revenu de 2200 florins pour l'année.

### Maintenant
Depuis 1977 et la fusion des communes, l'entité comporte Visé, Argenteau, Cheratte, Lanaye, Lixhe-Loën et Richelle.
Le 28 novembre 2016, la ville de Visé cède 14 ha contre 3 ha de territoire aux Pays-Bas afin de régulariser une zone de « non-droit » outre Meuse en présence du roi Philippe de Belgique. Les terres échangées se trouvent près du hameau de Petit-Lanaye, sur la presqu'île de l'Ilal (nl).
Visé est jumelée avec Aiguillon.

## Héraldique et logotypes
|  | La ville possède des armoiries qui lui ont été d'abord octroyées le 28 juillet 1819 et confirmée le 21 juillet 1838. Elles ont été changées le 21 juillet 1923 et à nouveau le 28 septembre 1977. En 1819, elles étaient blasonnées : « Un bouclier d'or chargé d'une bande bleue allant du coin supérieur gauche au coin inférieur droit, le bouclier s'appuyant sur une colonne sur laquelle se trouve un globe terrestre, le tout en or ». (Traduction libre du néerlandais) En 1838 : « D'or à la barre d'azur, l'écu ayant pour support une colonne posée sur trois degrés et surmontée d'un globe terrestre. le tout d'or ». En 1923 : « D'azur à la bande d'argent, l'écu sommé d'une couronne murale et placé devant une colonne posée sur trois degrés et surmontée d'une pomme de pin portant une croix ». Blasonnement : D'azur à une bande d'argent, l'écu sommé d'une couronne murale et placé devant un perron liégeois, le tout d'or. Source du blasonnement : Heraldy of the World. |

## Politique

### Résultats des élections locales à partir de 1976[16]
| Parti                 | Parti                 | 10-10-1976 | 10-10-1976 | 10-10-1982 | 10-10-1982 | 9-10-1988 | 9-10-1988 | 9-10-1994 | 9-10-1994 | 8-10-2000 | 8-10-2000 | 8-10-2006 | 8-10-2006 | 14-10-2012 | 14-10-2012 | 14-10-2018 | 14-10-2018 | 13-10-2024 | 13-10-2024 |
| Pourcentage/Sièges    | Pourcentage/Sièges    | %          | 25         | %          | 25         | %         | 25        | %         | 25        | %         | 25        | %         | 25        | %          | 25         | %          | 25         | %          | 25         |
| --------------------- | --------------------- | ---------- | ---------- | ---------- | ---------- | --------- | --------- | --------- | --------- | --------- | --------- | --------- | --------- | ---------- | ---------- | ---------- | ---------- | ---------- | ---------- |
|                       | PCB                   | 11,46      | 2          | -          |            | -         |           | -         |           | -         |           | -         |           | -          |            | -          |            | -          |            |
|                       | PTB                   | -          |            | -          |            | -         |           | -         |           | -         |           | -         |           | -          |            | 10,05      | 2          | -          |            |
|                       | PS                    | 29,6       | 8          | 27,39      | 8          | 31,94     | 9         | 32,23     | 9         | 34,06     | 9         | 36,27     | 10        | 35,66      | 10         | 24,24      | 7          | 28,36      | 7          |
|                       | ECOLO / Visons Demain | -          |            | 5,75       | 0          | 6         | 0         | 6,95      | 1         | 8,89      | 1         | 9,28      | 1         | 8,75       | 1          | 10,07      | 2          | 8,52       | 1          |
|                       | PRL / PRL-MCC / MR    | 19,26      | 5          | 23,26      | 6          | 22,27     | 6         | 28,22     | 7         | 42,02     | 12        | 39,89     | 11        | 37,65      | 10         | 26,90      | 7          | 36,70      | 10         |
|                       | OUI Visé              | -          |            | -          |            | -         |           | -         |           | -         |           | -         |           | -          | -          |            |            | 0          | 0          |
|                       | PSC/ cdH/ Ensemble!   | 31,23      | 9          | 31,5       | 9          | 33,18     | 10        | 30,82     | 8         | 13,63     | 3         | 14,56     | 3         | 17,94      | 4          | 16,02      | 4          | -          |            |
|                       | RW                    | 7,35       | 1          | -          |            | -         |           | -         |           | -         |           | -         |           | -          |            | -          |            | -          |            |
|                       | RD                    | -          |            | 10,94      | 2          | -         |           | -         |           | -         |           | -         |           | -          |            | -          |            | -          |            |
|                       | ICEO                  | -          |            | -          |            | -         |           | -         |           | -         |           | -         |           | -          |            | -          |            | 26,42      | 7          |
| Autres                | Autres                | 1,09       | 0          | 1,16       | 0          | 6,60      | 0         | 1,78      | 0         | 1,4       | 0         | -         |           | -          |            | -          |            | -          |            |
| Bulletins déposés     | Bulletins déposés     | 9524       | 9524       | 9911       | 9911       | 10274     | 10274     | 10111     | 10111     | 11001     | 11001     | 11475     | 11475     | 11497      | 11497      | 11676      | 11676      | 11500      | 11500      |
| Participation %       | Participation %       |            |            |            |            | 94,53     | 94,53     | 92,33     | 92,33     | 91,91     | 91,91     | 92,35     | 92,35     | 87,97      | 87,97      | 87,84      | 87,84      | 84,81      | 84,81      |
| Blancs & non-valables | Blancs & non-valables | 3,62       | 3,62       | 4,48       | 4,48       | 4,93      | 4,93      | 5,05      | 5,05      | 4,84      | 4,84      | 5,32      | 5,32      | 5,72       | 5,72       | 6,58       | 6,58       | 6,72       | 6,72       |

### Collège communal 2024-2030
| Collège communal   |                    |    |
| ------------------ | ------------------ | -- |
| Bourgmestre        | Viviane Dessart    | MR |
| 1er Échevin        | Francis Theunissen | PS |
| 2e Échevin         | Xavier Malmendier  | MR |
| 3e Échevin         | Julien Woolf       | MR |
| 4e Échevin         | Ernur Colak        | PS |
| 5e Échevin         | Louis Malmendier   | MR |
| Présidente du CPAS | Nadine Lach        | PS |

### Liste des bourgmestres depuis 1830
- Pierrette Cahay-André, de 1983 à 1988, (PSC).

## Patrimoine et culture

### Patrimoine architectural et sites
La commune compte plusieurs monuments au patrimoine immobilier classé.

#### Les Arbalétriers et Arquebusiers de Visé
Visé compte dans ses murs trois gildes d'arbalétriers et d'arquebusiers qui sont reprises comme chefs-d’œuvre du Patrimoine oral et immatériel de la Fédération Wallonie-Bruxelles.
Elles furent créées en 1310 pour les arbalétriers et en 1579 pour les arquebusiers.
Dissoutes lors de la disparition de l'Ancien Régime, elles se sont depuis le XIXe siècle constituées en sociétés d'agréments et défilent dans les rues de la cité mosane deux fois par an.
Chaque compagnie possède également un musée riche de souvenirs de l'histoire locale.
Les arbalétriers pour leur part ont fêté leur 700e anniversaire en 2010. C'est en effet une particularité de Visé ; alors que partout ailleurs dans le pays les gildes et corporations ont arrêté leurs activités à la Révolution française, à Visé elles se mirent parfois en sommeil mais ne disparurent jamais et continuent aujourd'hui encore à perpétuer leurs fêtes,,.

#### L'église et ancienne collégiale Saint Martin-Saint Hadelin
Selon la tradition, la première église est érigée en 779 grâce à la bienveillance de la princesse Berthe, fille de l'Empereur Charlemagne. Peu de temps après, elle est ravagée lors d'un raid normand en 881.
L'église devenue collégiale à la suite de l'arrivée de chanoines de Celles en 1338, fait partie intégrante du système défensif de la ville. Elle repose sur le mur d'enceinte et sa grosse tour carrée est fortifiée. Elle ne survit pas au sac de la ville par les Bourguignons de Charles le Téméraire en 1467.
Reconstruite en plusieurs phases, l'église est à nouveau détruite le 10 août 1914, incendiée par les Allemands. Seul le chœur gothique, datant de 1524 et classé en 1935, est conservé et les vitraux de l'abside sont miraculeusement épargnés. La reconstruction est réalisée sur les plans des architectes Edmond Jamar et Léon Habran en 1924 et c'est de cette époque que date la chapelle abritant les reliques de saint Hadelin, à ne pas confondre avec le saint patron de la paroisse, saint Martin.

#### La châsse de saint Hadelin
Hadelin, né au début du VIIe siècle en Aquitaine, est un disciple du fondateur de l'abbaye de Stavelot, saint Remacle. Ses pérégrinations l’amènent à fonder lui-même un oratoire à Celles sur les bords de la Lesse. Il y meurt en 690 et un chapitre d'une douzaine de chanoines se consacre dans cette bourgade à vénérer sa mémoire.
En l'an 1046, l'évêque de Liège Wazon fait déposer les restes du saint dans une châsse ornée de reliefs en argent. Les longs côtés sont parachevés vers 1170 pour en faire ce trésor de l'art mosan que l'on peut encore admirer à l'heure actuelle en l'église Saint-Martin de Visé. D'abord conservée à Celles, la châsse est transférée à Visé en 1338 lorsque les chanoines doivent s'y réfugier.
En 1414, le crâne de saint Hadelin en est extrait pour être placé dans un reliquaire spécifique, restauré en 1654 par l'orfèvre liégeois Jean Goesin. Depuis 1788, tous les 25 ans, les Visétois fêtent par de grandes manifestations l'arrivée de la châsse dans leur ville. La dernière a lieu en 2013, la prochaine se déroulera en 2038. La châsse sort aussi chaque année, le troisième dimanche de septembre. La châsse est considérée comme un joyau de l'art mosan des XIe et XIIe siècles.

#### L'hôtel de ville

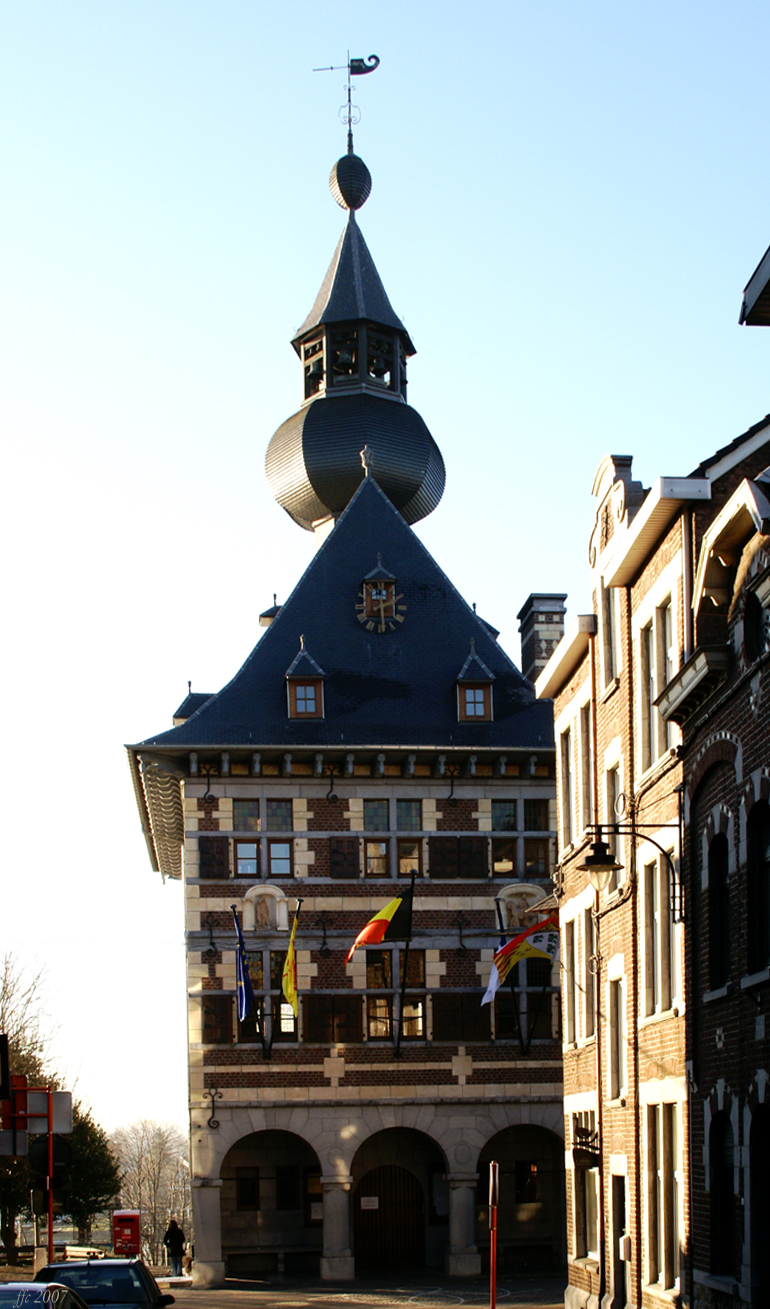
L'hôtel de ville de Visé.

Fleuron de la Renaissance mosane, l'hôtel de ville de Visé, construit en 1611 et 1613, a été gravement endommagé lors de la Première Guerre mondiale. Le clocher bulbeux qui culmine à près de 34 mètres, abrite un carillon qui joue à l'heure « où on peut être mieux » d'André Grétry, aux quart un air des Arbalétriers et trois-quarts d'heure, un air des Arquebusiers, et à la demi-heure le Valeureux Liégeois de l'abbé Ramoux, hymne à la révolution liégeoise.
À l'entrée, au-dessus de la galerie aux trois arcades, se trouvent les armoiries sculptées des deux bourgmestres bâtisseurs, Frambach de la Haye et Denis de Marets de Charneux.

#### Le perron

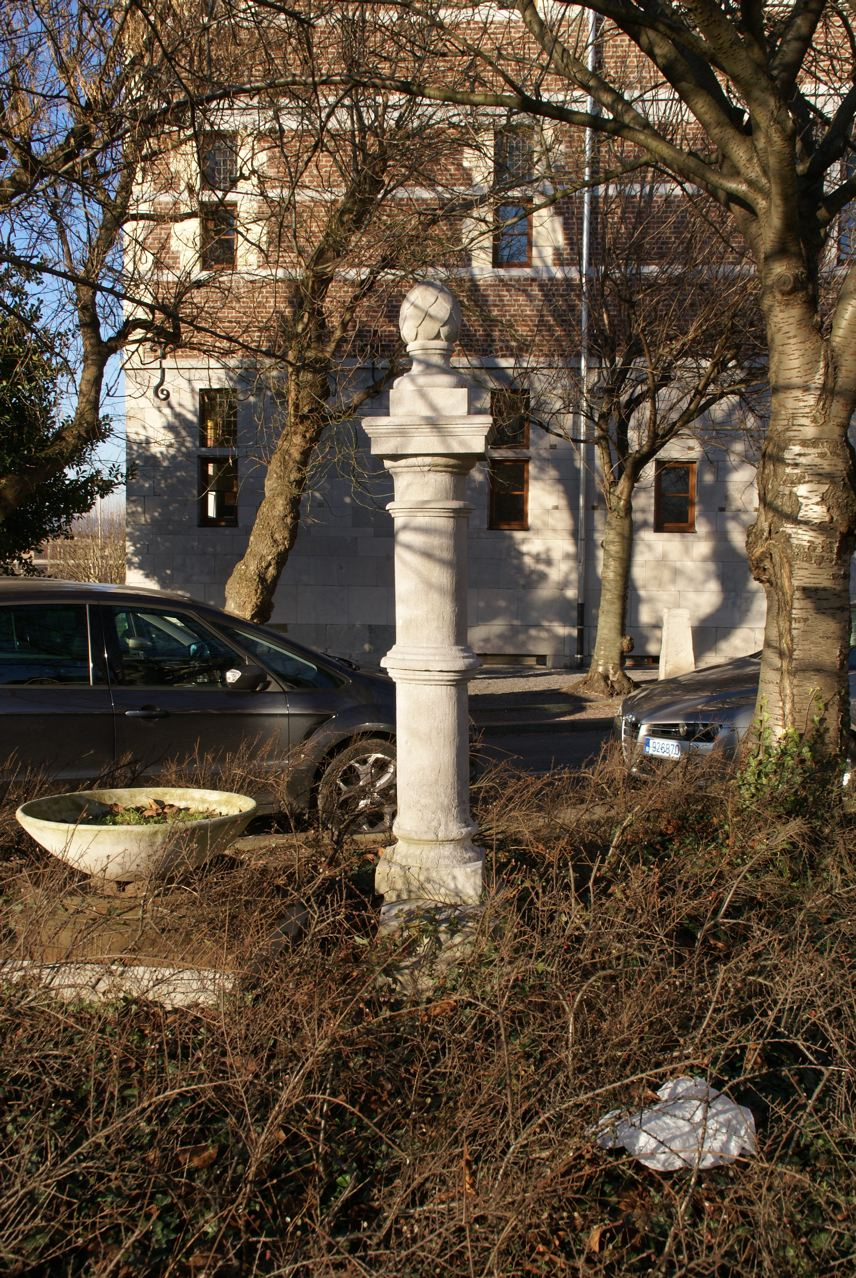
Un perron de Visé.

En Principauté liégeoise, le perron était le symbole de l'autorité du Prince-Évêque et de ce fait, il servait de plate-forme pour les crieurs publics. Il devint aussi l'emblème des libertés acquises par les Bons Métiers et la communauté locale. À Visé, le premier fut établi dès le XIIe siècle, sur la place du Marché, puis transféré en 1340 dans une rue appelée maintenant du Perron, où il resta jusqu'à la fin de l'ancien régime. Au bas de cette rue fut édifié au début du XVIIe siècle, l'Hôtel de Ville.
Deux perrons, dont l'un offert par la Compagnie Royale des Anciens Arbalétriers Visétois et inauguré en 1960 par le Roi Baudouin, ont été replacés près des emplacements originaux.

### Culture

#### Musée régional d'archéologie et d'histoire
Le musée donne l'image la plus complète possible du passé de Visé et de sa région, axée sur quatre thèmes : archéologie, architecture, histoire et traditions. De plus, une salle est consacrée entièrement aux armes et aux Gildes. Le conservateur du musée est Jean-Pierre Lensen.

#### Gastronomie
La ville de Visé est surnommée la « Cité de l'Oie » et ses habitants, appartenant ou non à la Confrérie de la Délicieuse Oie du Gay Savoir en Bien Mangier, y préparent traditionnellement l’« oie à l’instar de Visé », cuisant le volatile dans un bouillon de légumes qui sert ensuite de fond pour une sauce à l’ail, puis le découpant, en panant les morceaux de cuisse qui vont être poêlés comme les morceaux de poitrine, juste avant d’être dressés et servis avec la sauce.

## Sports et vie associative

### Sports

#### Équipes principales
- Handball messieurs : HC Visé BM (D1 et D2 Nationale).
- Handball dames : Fémina Visé (D1 et D2 Nationale).
- Natation : Les Dauphins Visétois (LDV).
- Rugby : Royal Rugby Club Visé (D2).
- Football : URSL Visé (D1 amateurs).

#### Organisation
- Visé est le lieu de départ et d'arrivée du marathon de la Meuse (MaasMarathon). Le 11 mai 2008 a eu lieu la dixième édition de ce marathon longeant la Meuse et passant par Maastricht.
- Visé organise chaque année dans son hall omnisports un Open international de Judo.

### Sport automobile
- Chaque année depuis 1964 a lieu : les 6 heures de Visé.